# Красный Яр (Сахалинская область)
Красный Яр — упразднённый посёлок в Александровск-Сахалинском районе Сахалинской области России. На момент упразднения входил в состав Михайловского сельсовета. Исключен из учётных данных в 1978 году.

## География
Село находилось в центре района, на правом берегу реки Большая Александровка в месте впадения в неё пади Бутылина, на расстоянии приблизительно в 7 км (по прямой) к югу от села Михайловка.

## История
Русское старожильческое село основано в 1889 году. По данным на 1926 года состояло из 15 хозяйств. В административном отношении являлось центром Красноярского сельсовета Александровского района Сахалинского округа Дальневосточного края.
По данным на 1937 год село входило в состав Михайловского поссовета Александровского района.
Упразднен решением Сахалинского облисполкома от 14.03.1978 № 151.

## Население
| 1926 | 1937 |
| ---- | ---- |
| 91   | ↗120 |

По данным на 1926 год русские проживали в 80 % хозяйств.